# Petra Else Jekel

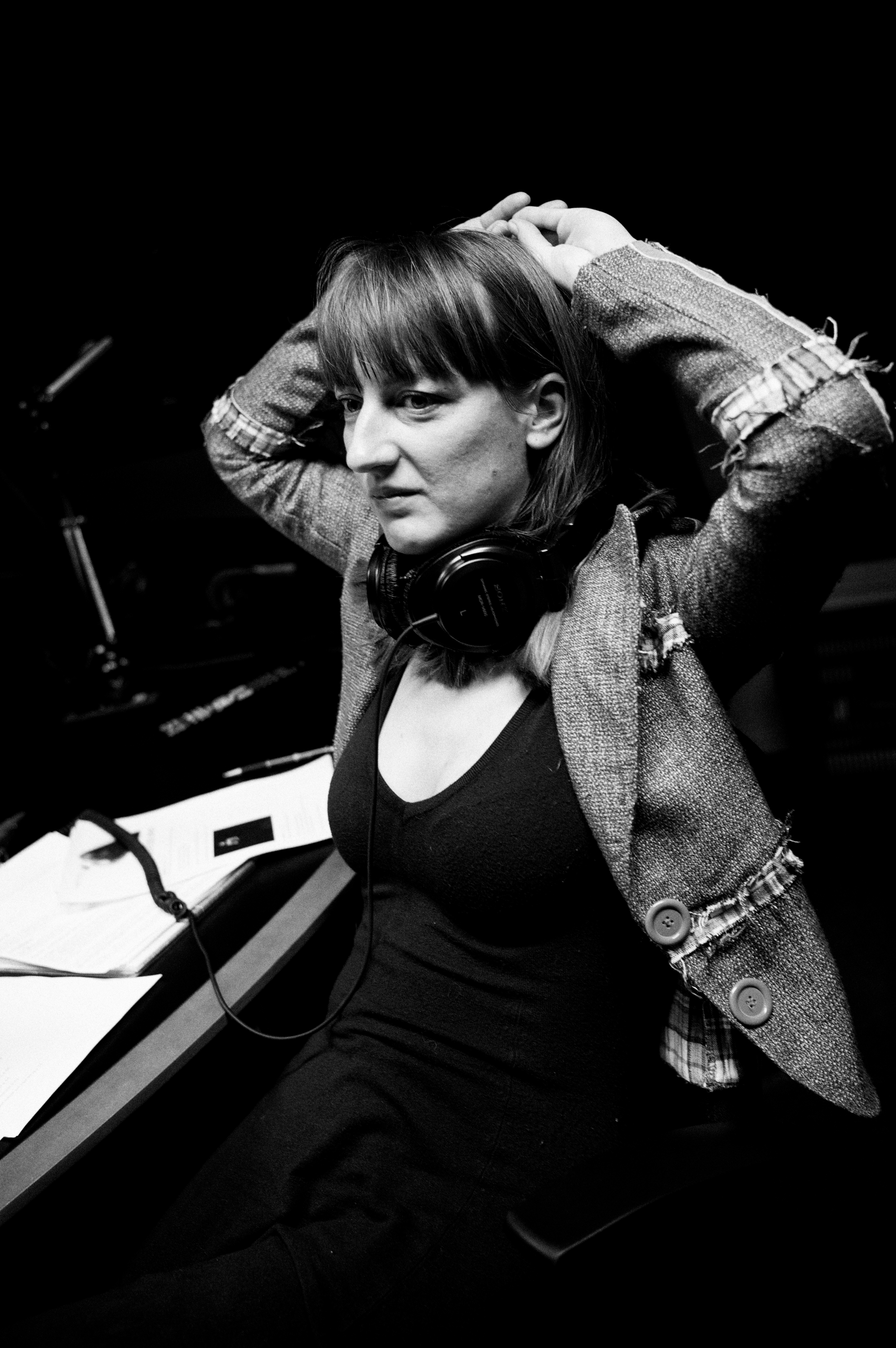
Petra Else Jekel in 2010

Petra Else Jekel (Arnhem, 5 mei 1980) is een Nederlands dichteres.
Op haar twaalfde werd haar interesse voor de dichtkunst gewekt door de bundel Voor wie ik liefheb wil ik heten van Neeltje Maria Min. Na haar middelbare school is ze kunstgeschiedenis gaan studeren aan de Rijksuniversiteit Groningen. Samen met Daniël Dee was ze voor het academiejaar 2000-2001 huisdichter van de universiteit.
dichtbundels:
- De uitverkorene (1996) (eigen beheer)
- Een tas vol geheimen (1999) (eigen beheer)
- Oer (2009) (Uitgeverij Passage)

met Daniël Dee:
- Startschot (1999), met Tsead Bruinja en Ramona Maramis
- De Rode Route (2001)
- Dubbelblind (2001)

Haar werk verschijnt verder in poëziebloemlezingen, literaire tijdschriften, in kranten en op het internet.
Ze treedt op op literaire festivals, waar ze voordraagt uit eigen werk. Daarnaast maakt ze "performances" samen met Ruurt Staverman.
- Gemeinsame Normdatei: 140467157
- International Standard Name Identifier: 0000 0003 7460 1768
- Nederlandse Thesaurus van Auteursnamen: 238693074
- Système universitaire de documentation: 138996148
- Virtual International Authority File: 90505984